# Araneus mariposa
Araneus mariposa là một loài nhện trong họ Araneidae.
Loài này thuộc chi Araneus. Araneus mariposa được Herbert Walter Levi miêu tả năm 1973.